# UNIGINE (компания)
UNIGINE («Юниджайн») — международная компания со штаб-квартирой в Клеманси (Люксембург). UNIGINE ведёт разработку одноимённого кроссплатформенного 3D движка для игр и систем виртуальной реальности, а также создаёт собственные проекты на его основе.

## Основные продукты
- UNIGINE Engine (кроссплатформенный 3D движок для симуляторов, систем виртуальной реальности и компьютерных игр)
- морская стратегия Oil Rush

### Бенчмарки
- Sanctuary v2.3 (2007—2010) — более не поддерживается;
- Tropics v1.3 (2007—2010) — включён в Phoronix Test Suite для Linux[1], более не поддерживается;
- Heaven v4.0 (2009—2013) — первый бенчмарк для DirectX 11[2][3], включён в Phoronix Test Suite для Linux[4];
- Valley v1.0 (2013)[5][6];
- Superposition v1.0 (2017)[7].

## История
Разработка технологии UNIGINE началась с open source проекта Frustum, который был открыт в 2002 году Александром Запрягаевым, соучредителем (наряду с Денисом Шергиным, генеральным директором) и бывшим техническим директором компании UNIGINE, а также ведущим разработчиком движка UNIGINE.
Название UNIGINE — это аббревиатура от Unique Engine (уникальный движок) или от Universal Engine (универсальный движок).
Изначально команда UNIGINE вела разработку удалённо, открыв первый офис компании в Томске (Россия) в 2006 году.
В 2011 году был открыт офис в Праге (Чехия), в 2015 году — в Шанхае (Китай).
В 2018 году компания открыла офис в Клеманси (Люксембург), где по состоянию на 2022 год располагается штаб-квартира компании.
В 2019 году был открыт офис в Санкт-Петербурге (Россия).

## Поддержка разработчиков игр
В мае 2008 года UNIGINE совместно с ALT Linux и Томской группой пользователей Linux была организована конференция «Свободное программное обеспечение: разработка и внедрение». В ней приняли участие разработчики СПО из Томска, Киева, Москвы, Санкт-Петербурга и Новосибирска, представляющие команды разработки ALT Linux, Intel (Apache Harmony) Samba, LTSP и др.
В ноябре 2010 года UNIGINE провела акцию в поддержку разработчиков игр под Linux. Всем заинтересованным предлагалось представить проекты на конкурс, создатели лучших игр бесплатно получили лицензии на использование Unigine Engine. Победителями конкурса стали Kot-in-Action Creative Artel, MED-ART и Gamepulp.
С октября по декабрь 2011 компания провела акцию для разработчиков инди-игр: они могли приобрести лицензию на Unigine Engine по сниженной цене.
21-22 июля 2012 года UNIGINE организовала под Томском Gamedev OpenAir. В мероприятии приняли участие 200 человек из Томска, Новосибирска, Омска, Бийска, Киева и других городов.